# Satasidham
Satasidham (nep. सतासिधाम) – gaun wikas samiti we wschodniej części Nepalu w strefie Meći w dystrykcie Jhapa. Według nepalskiego spisu powszechnego z 2001 roku liczył on 3292 gospodarstw domowych i 16759 mieszkańców (8572 kobiet i 8187 mężczyzn).